# Abfragesprache
Eine Abfragesprache (Syn.: Anfragesprache, Retrievalsprache, Suchsprache, Suchanfragesprache, Filtersprache), fachsprachlich nach dem englischen Ausdruck Data Query Language auch mit dem Akronym DQL bezeichnet, ist eine Datenbanksprache zur Suche nach Informationen.
Das Ergebnis einer Abfrage (Query) ist eine Teilmenge des zugrundeliegenden Informationsbestandes. Man spricht daher auch von einer Filterung der Daten.
Abfragesprachen werden unterschieden nach dem Zweck ihres Einsatzes oder dem Schwierigkeitsgrad ihrer Benutzung. Es gibt solche für ungeübte bzw. geübte Benutzer und für Retrieval-Experten sowie systemnahe Abfragesprachen und Systemsprachen.
Abfragesprachen können ineinander übersetzt werden. So kann z. B. eine Abfragesprache für ungeübte Benutzer in eine systemnahe Zwischensprache und diese wiederum in die Systemsprache übersetzt werden.
Man kann Abfragesprachen nach ihrer Kardinalität klassifizieren. So ist eine Abfragesprache A mächtiger als eine Abfragesprache B, wenn A den Datenbestand schärfer trennt als B; wenn also die Menge der in A bildbaren Suchergebnismengen die Menge der in B bildbaren Suchergebnismengen umfasst.

## Beispiele für Abfragesprachen in Informationssystemen
- Eine Abfragesprache für XML-Informationssysteme ist die XML-Abfragesprache XQuery.
- Die Datenbanksprache SQL beinhaltet eine Abfragesprache für Datenbanksysteme.
- Die Abfragefunktion Query by Example enthält eine benutzerfreundliche Feldermaske für einfache Abfragen.